# Butterbergtunnel
Der Butterbergtunnel ist der von 1977 bis 1979 im Verlauf der B 241 gebaute zweispurige Straßentunnel durch den Butterberg im Harz. Er ist Bestandteil der am 5. Dezember 1979 eingeweihten Osttangente von Osterode, welche den Stadtteil Freiheit vom Durchgangsverkehr entlastet. Der einröhrige Butterbergtunnel ist 393 m lang und 10 m breit. Der Bau des Butterbergtunnels, für den 35.000 m³ Erdreich ausgehoben wurde und für den 8.000 m³ Beton und 1.000 t Stahl verbaut wurden, kostete 13 Millionen Mark (entspräche inflationsbedingt heute ungefähr 18,01 Millionen €).
Die Sicherheitseinrichtungen des Tunnels wurden nach Behördenangaben aufgrund der Anforderungen der EU-Tunnelrichtlinie umfangreich nachgerüstet. Die Nachrüstungen im Butterbergtunnel sind 2012 angelaufen und wurden Herbst 2013 abgeschlossen. Zu diesen Arbeiten gehören die Herstellung von Aufstellflächen für Einsatzkräfte, Löschwasserbehältern und eines Behälters zum Auffangen von Schadwasser aus einem möglichen Havariefall. Weiterhin wurde Barrierefreiheit im Tunnel hergestellt, die Fahrbahnfläche sowie Teile der Entwässerung im Tunnel erneuert.
Daneben wurden nahezu alle elektrischen Komponenten des Tunnels umfassend erneuert. Die technische Anlage mit den Hauptbestandteilen aus dem Jahr 1979 wurde elektrisch außer Betrieb genommen. Nach der dann folgenden Sanierung der Kabelleerrohre und Demontage der elektrischen Betriebs-, Leit- und Sicherheitstechnik wurde diese durch neue Komponenten ersetzt und getestet.
Die Investitionssumme des Bundes für die vollständige Sanierung des Butterbergtunnels beliefen sich insgesamt über beide Bauabschnitte auf 2,4 Millionen Euro.
Von Oktober bis November 2018 fanden Sanierungsarbeiten am Beton der Tunnelröhre statt. Die Kosten dafür beliefen sich auf 350.000 Euro. Im Herbst 2019 erfolgte der erneute Einbau einer Entlüftungsanlage an der Tunneldecke.
Der Tunnel wird ständig von der Betriebs- und Tunnelzentrale (BZT) in Hannover überwacht.